# Protection pour Teddy Bear
Protection pour Teddy Bear est le 46e roman de la série SAS, écrit par Gérard de Villiers et publié en mai 1977 dans la collection Plon (Presses de la Cité). Comme tous les SAS parus au cours des années 1970, le roman a été édité lors de sa publication en France à 100 000 exemplaires.
L'action se déroule courant 1977 à Londres.

## Personnages principaux

### Américains et alliés
- Malko Linge : héros du roman.
- Elko Krisantem : son majordome.
- Chris Jones et Milton Brabeck : agents de la CIA.
- Patrick Davis : chef de l'antenne de la CIA à Londres.
- Sir Maurice Bradley : directeur général du MI-6.

### Soviétiques
- Vladimir Souslov : ministre de l'Union soviétique.
- Oleg Penkowsky : chef de l'antenne du KGB à Londres.

### «Teddy Bear» et son entourage
- Nicolas Silverman : homme d'affaires dit « Teddy Bear ».
- Pamela Rice : compagne de Silverman.
- Zina Sabet : amie de Silverman.

### Autres personnages
- Leonid Volodia : émigré russe.
- Mandy Keeler : compagne de Leonid Volodia.
- Theodore Ward : ingénieur.

## Résumé
Nicolas Silverman, dit Teddy Bear (« Nounours »), est un homme d'affaires britannique qui doit signer d'importants contrats à Moscou concernant l'exploitation de gisements de pétrole près de Bakou. La situation est supervisée du côté soviétique par Vladimir Souslov, qui a donné pour mission à Oleg Penkowsky de protéger Silverman, dans le cadre d'une collaboration avec la CIA (Patrick Davis) et le MI-6 (sir Maurice Bradley). Silverman aurait dû théoriquement se rendre à Moscou bien plus tôt, mais il est obnubilé par l'amour fou qu'il porte à Pamela Rice, qui le « fait lanterner » et qui menace de le quitter à tout instant. Silverman reste donc à Londres pour régler sa situation sentimentale.
Malko est chargé par la CIA de protéger Silverman tant qu'il reste à Londres. En effet un tueur, Leonid Volodia, a décidé d'assassiner Silverman afin d'empêcher le développement économique de l’Union soviétique. La protection se met en place, avec l'aide de la petite équipe habituelle de Malko (Chris Jones, Milton Brabeck, Elko Krisantem). Volodia va tenter à deux reprises de tuer Silverman, mais échouera grâce à l'intelligence et au sang-froid de Malko. Ce dernier découvrira aussi les liens louches de Zina Sabet (amie de Silverman) avec le KGB, et les entraves apportées par Patrick Davis au bon déroulement de sa mission. En fin de compte, Pamela Rice annonce à Silverman qu'elle le quitte. 
Effondré, Silverman décide de se rendre à Moscou pour signer les contrats. Dans l'avion qui quitte Londres à destination de Moscou, on découvre une bombe miniaturisée placée dans un aérosol et placée là par Volodia. L'avion fait demi-tour et revient à Londres, où Malko met Silverman à l'abri à l'ambassade soviétique et poursuit son enquête. Après avoir de nouveau échappé à un attentat à bord de sa voiture (Chris Jones est néanmoins blessé), il parvient à localiser Leonid Volodia et, après avoir découvert le meurtre de Patrick Davis au sein même de l'ambassade américaine par le Russe, le tue en état de légitime défense. De retour à l'ambassade soviétique, Malko découvre que Silverman vient de se suicider, ne pouvant pas supporter la rupture avec Pamela Rice. 